# Cartimândua
Cartimândua foi uma rainha celta, líder dos brigantes, entre os anos 43 e 69; e que possuía acordo pacifico com Roma, durante a conquista do Império Romano sobre a Grã-Bretanha, que garantia aos Brigantes sua autonomia.

## Biografia
Cartimândua era neta do rei Belnórix e casada com Venúcio. Sendo a favor de Roma, no ano 51, entregou o líder da tribo celta Catuvelaunos, o rei Carataco, aos romanos, quando este buscou refúgio nos brigantes após perder uma batalha para Públio Ostório Escápula. Carataco fazia parte da resistência celta contra os romanos, e esta ação da rainha desagradou uma parte do povo celta.
Cartimândua se separou de Venúcio no ano de 57, e se casou com Velocato. Venúcio, aproveitando o desagrado do povo celta à rainha, incitou uma rebelião e fez alianças para invadir os brigantes. Como aliada da rainha, Roma enviou a IX Legião Hispana de Césio Násica, para ajuda-la a se defender. Em 69, com a morte de Nero, Venúcio atacou novamente os brigantes, e Roma só pôde enviar tropas auxiliares para ajudar a rainha. Cartimândua precisou fugir dos rebeldes, se abrigando no forte romano de Deva.